# Адольф IV (граф Берга)

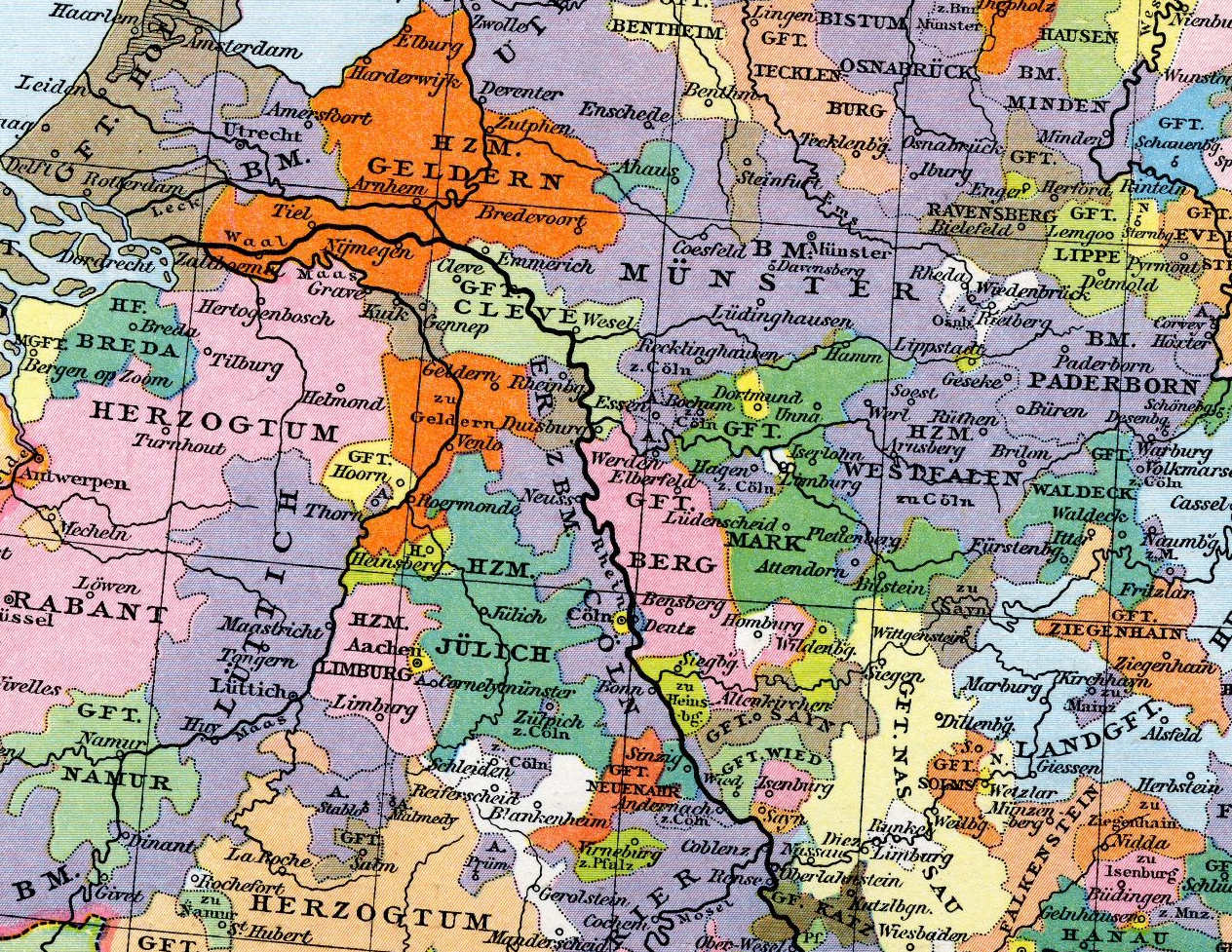
Графство Берг (в центре)

Адольф IV (нем. Adolphe IV von Berg; 1220 — 22 апреля 1259) — граф Берга с 1243 года. Сын Генриха IV Лимбургского и Ирменгарды Бергской.

## Биография
Адольф происходил из Лимбургского дома и был вторым сыном герцога Лимбурга Генриха IV и Ирменгарды Бергской, последней представительницы старшего Бергского дома.
В 1234 году Адольф участвовал в крестовом походе против штедингов. В 1240 году он женился на Маргарите фон Гохштаден, сестре Конрада фон Гохштадена, архиепископа Кёльна.
В 1243 году умер отец Адольфа, после чего его владения были разделены между сыновьями. Старший из них получил Лимбург, Адольф же унаследовал владения матери — графство Берг с замком и владением Виндек. При этом его мать, Ирменгарда, сохранила до своей смерти в 1248 году ряд поместий и владения Ангермунд и Бург.
Очень сильное влияние на Адольфа имел брат его жены, архиепископ Конрад фон Гохштаден. На протяжении всего правления он был верным союзником архиепископа. Вслед за Конрадом Адольф в 1246 году изменил политику своих предков, встав на сторону антикороля Генриха Распе против императора. После смерти последнего он поддержал кандидатуру Вильгельма Голландского на выборах императора Священной Римской империи. В награду в 1248 году Адольф получил фьефы Кайзерсверт, Ремаген, Рат, Метманн и дистрикт Дуйсберг. Он поддерживал архиепископа не только на поле боя, но и выступал его посредником и главы третейского суда в юридических делах. Так в 1248 году Адольф участвовал в разборе спора Конрада с Энгельбертом фон Изенбергом, епископом Оснабрюка, в 1250—1253 годах — в давних спорах с Вильгельмом, графом Юлиха, а также в постоянно возобновлявшихся спорах с городскими властями Кёльна. Когда умер Вильгельм Голландский, Адольф по совету архиепископа Конрада в 1251 году поддержал кандидатуру Ричарда Корнуольского, выбранного королём.
Адольф был благотворителем аббатства Альтенберг, выросшего на месте старого замка графов Берга, получившего ряд пожертвований как от графа, так и от его жены. В 1255 году в аббатстве началось строительство великолепной монастырской церкви, которое продолжалось 10 лет. Кроме того, Адольф делал пожалования монастырю Грефрат возле Золингена, а в 1257 году тот был освобождён от уплаты пошлин Монтхайму.
В 1253 году Адольф IV принял участие в войне за наследство Фландрии и Эно и отличился в битве при Весткапелле.
Адольф IV фон Берг умер 22 апреля 1259 года от ран, полученных на турнире в Нойсе.

## Жена и дети
Жена: с 1240 года Маргарита фон Гохштаден (умерла после 1259), дочь графа Лотаря I фон Гохштаден. Их дети:
- Адольф V (ок. 1245—1296)
- Вильгельм I (1245/1250 — 1308)
- Генрих (ум. 1290/96), сеньор фон Виндек
- Энгельберт, пробст в Сент-Мари (Кёльн)
- Вальрам (Валеран), пробст в Сент-Мари (Кёльн)
- Конрад фон Берг (ум. 1313), пробст в Кёльне, в 1306—1310 епископ Мюнстера
- Ирмгарда (ок. 1256—1294), замужем за Эберхардом II де ла Марк.